# 長瀬慎弥
長瀬 慎弥（ながせ しんや、1981年11月18日 - ）は、日本のプロボクサー。埼玉県川口市出身。第34代日本スーパーライト級王者。フラッシュ赤羽ボクシングジム所属。浦和実業学園高等学校、日本体育大学卒業。

## 人物
- 趣味はバスケと、スノボー、サーフィンと多趣味。
- 大道芸人としても活動中。
- 無類のガンダム好き。

## 来歴
高校までバスケットボールに励む。日本体育大学に入学し中学からの願望であるボクサーを志す。
2001年10月、プロデビュー。
2006年3月4日、日本ランキング１位として日本タイトルをかけて、当時のチャンピオン木村登勇と対戦するものの 7回TKOにより初敗北。この試合は新井田豊の世界戦の前、いわゆる「セミファイナル」として行われた。
2006年11月7日　A級トーナメント決勝で熊野和義に3-0の判定勝利を収め、ライト級優勝を決めるとともに、今大会MVPに輝いた。　
2011年2月3日、2006年3月4日前チャンピオン木村登勇に敗れて以来となるタイトルマッチに臨む予定だったが、当時のチャンピオン、亀海喜寛がインフルエンザA型感染症によるドクターストップで、日本スーパーライト級タイトルマッチをキャンセル。お詫びとして亀海は王座返上することを発表した。翌3月に同級2位の伊藤和也（宮田ジム）と王座決定戦を行うはずが、東日本大震災の発生で延期。
2011年7月12日、2月に亀海が王座返上したことにより、空位になっていた王座決定戦を同級2位の伊藤と行う。距離を詰めて手数で勝負する相手と、体力の消耗を覚悟して至近距離で激しく打ち合った。伊藤の大振りなフックをかいくぐってフック、ボディーブローを効果的に決め、10回2－1の判定勝ちで王座獲得に成功した。

## 獲得タイトル
- 第19回Ａ級トーナメントライト級優勝、MVP
- 第34代日本スーパーライト級王座

## 戦績
プロボクシング：25戦19勝 (9KO) 4敗2分
| 戦           | 日付           | 勝敗 | 時間    | 内容    | 対戦相手                     | 国籍                  | 備考                                          |
| ------------ | -------------- | ---- | ------- | ------- | ---------------------------- | --------------------- | --------------------------------------------- |
| 1            | 2001年10月3日  | 勝利 | 4R      | 判定    | 新井康平                     | 日本 （オサム）       | プロデビュー戦                                |
| 2            | 2001年12月3日  | 勝利 | 4R      | 判定    | 秋保光晴                     | 日本 （小平シシド）   |                                               |
| 3            | 2002年4月18日  | 勝利 | 1R 2:58 | TKO     | 高橋和雅                     | 日本 （ヨネクラ）     |                                               |
| 4            | 2002年7月23日  | 勝利 | 4R      | 判定3-0 | 渡辺一                       | 日本 （ネクサス）     |                                               |
| 5            | 2002年9月27日  | 引分 | 4R      | 判定0-0 | 笹岡信孝                     | 日本 （船橋ドラゴン） |                                               |
| 6            | 2002年12月21日 | 勝利 | 5R 2:52 | TKO     | 鶴巻輝幸                     | 日本 （オサム）       |                                               |
| 7            | 2003年11月12日 | 勝利 | 1R 0:58 | KO      | 可児大悟                     | 日本 （ワタナベ）     |                                               |
| 8            | 2004年7月13日  | 勝利 | 6R      | 判定3-0 | 秋保光晴                     | 日本 （小平シシド）   |                                               |
| 9            | 2004年10月27日 | 勝利 | 1R 2:15 | KO      | 辰仁陵介                     | 日本 （ピストン堀口） |                                               |
| 10           | 2005年5月26日  | 勝利 | 3R 1:17 | TKO     | スナン・サンペット           | タイ                  |                                               |
| 11           | 2005年11月16日 | 勝利 | 4R 2:27 | KO      | ソンヌクソーウィラピン       | タイ                  |                                               |
| 12           | 2006年3月4日   | 敗北 | 7R 2:20 | TKO     | 木村登勇                     | 日本 （横浜光）       | 日本スーパーライト級タイトルマッチ            |
| 13           | 2006年8月29日  | 勝利 | 6R      | 判定2-0 | 仲田典由                     | 日本 （横浜さくら）   |                                               |
| 14           | 2006年11月7日  | 勝利 | 8R      | 判定3-0 | 熊野和義                     | 日本 （宮田）         | A級トーナメント決勝                           |
| 15           | 2007年3月2日   | 勝利 | 6R 0:30 | KO      | チャムアン・ギャットニワット | タイ                  |                                               |
| 16           | 2007年7月5日   | 勝利 | 6R 1:43 | KO      | ペッチラン・ウオルソラポン   | タイ                  |                                               |
| 17           | 2007年9月2日   | 敗北 | 10R     | 判定0-3 | デニス・ローレンテ           | フィリピン            |                                               |
| 18           | 2008年3月20日  | 勝利 | 1R 2:32 | KO      | サムローン・ウォースラポン   | タイ                  |                                               |
| 19           | 2008年7月2日   | 敗北 | 8R      | 判定1-2 | 熊野和義                     | 日本 （宮田）         |                                               |
| 20           | 2008年12月9日  | 勝利 | 8R      | 判定2-1 | 会田篤                       | 日本 （ワタナベ）     |                                               |
| 21           | 2009年3月13日  | 引分 | 8R      | 判定0-1 | 迫田太治                     | 日本 （横田スポーツ） |                                               |
| 22           | 2009年12月8日  | 勝利 | 10R     | 判定3-0 | アモール・ティノ             | フィリピン            |                                               |
| 23           | 2010年7月14日  | 勝利 | 8R      | 判定3-0 | 生田真敬                     | 日本 （ワタナベ）     |                                               |
| 24           | 2011年7月12日  | 勝利 | 10R     | 判定2-1 | 伊藤和也                     | 日本 （宮田）         | 日本スーパーライト級タイトルマッチ 王座決定戦 |
| 25           | 2011年10月14日 | 敗北 | 10R     | 判定0-3 | 和宇慶勇二                   | 日本 （ワタナベ）     | 日本スーパーライト級タイトルマッチ            |
| テンプレート |                |      |         |         |                              |                       |                                               |

## 関連書籍
- 千代泰之監修『だからボクシングは面白いⅠ／『大道芸人ボクサー』（執筆者/海田イサヲ）出版元エベイユ